# Oxyopes gratus
Oxyopes gratus là một loài nhện trong họ Oxyopidae.
Loài này thuộc chi Oxyopes. Oxyopes gratus được Ludwig Carl Christian Koch miêu tả năm 1878.